# Астимедуса
Астимедуса (Астимедуза) — персонаж греческой мифологии.
Дочь Сфенела, третья жена Эдипа на которой он женился после смерти Иокасты и Евриганеи. Она оклеветала своих пасынков Этеокла и Полиника, обвинив их в том, что они преследовали её, из-за чего Эдип проклинал своих сыновей (другие источники дают иные объяснения проклятия Эдипа против сыновей).